# Hippolyte Frandin
Hippolyte Frandin est un diplomate français, né le 3 janvier 1852 à Agrigente en Sicile, en Italie, et mort en 1926. Il a été consul de France en Corée entre 1890 et 1895.

## Biographie
Joseph Hippolyte Frandin est le fils de Joseph-Hippolyte-Eugène Frandin et de Pauline Lemagne. Ses parents étaient français ; son père était diplomate français lorsqu'il est né le 3 janvier 1852 à Girgenti, en Sicile, en Italie. Sa sœur Elisa Frandin (en) (1859-1911), était une chanteuse d'opéra franco-finlandaise.

### Études
Il a étudié à l'école des langues orientales,.

### Carrière professionnelle

#### Chine
Il arrive en 1875 en Chine comme élève-interprète. Il devient interprète à Tianjin (en Chine) en 1880, et consul par de 1883 à 1884. Entre 1885 et 1886, il est consul de Canton,. En 1886 et 1887, il est vice consul de Hankou.

#### Corée
Il est nommé le 12 juillet 1890 en tant que consul et commissaire du gouvernement français,. Il remplace Victor Collin de Plancy à ce poste du 9 avril 1892 jusqu'au 23 décembre 1895,. Son passage n'a pas été apprécié par Gustave Mutel, alors vicaire apostolique de Corée, et Victor Collin de Plancy ne l'apprécie pas vraiment et souhaite retourner en Corée depuis son remplacement[réf. nécessaire].

#### Autres pays et missions
Il est nommé consul à Bogota en Colombie du 23 décembre 1895 au 6 avril 1897, puis consul à Quito, en Équateur du 6 avril 1897 au 7 mai 1902.
Il est mandaté par la France pour déterminer le tracé de la frontière entre la colonie française du Tonkin (actuel Vietnam) et la Chine ; il y intervient avec le titre de président de la Commission de délimitation du Tonkin.

### Fin de vie
Il part en retraite le 27 décembre 1911.
Il décède en 1924 ou 1926.

## Distinctions
- Chevalier de la Légion d'honneur (26 février 1889)[1].
- Officier de la Légion d'honneur (24 janvier 1919)[1].